# Sumner Paine
Sumner Paine (* 13. Mai 1868 in Boston; † 18. April 1904 in Boston) war ein US-amerikanischer Sportschütze.
Paine nahm an den I. Olympischen Spielen der Neuzeit 1896 in Athen teil. Im Schießen mit dem Dienstrevolver wurde er hinter seinem jüngeren Bruder John Paine Zweiter, um dann im Wettbewerb mit dem freien Revolver Olympiasieger zu werden.
Sumner Paine hatte sein Medizinstudium in Colorado abgeschlossen, praktizierte aber nie als Arzt, sondern arbeitete als Büchsenmacher in Paris.